# Villa Benvenuti (Este)
Villa Benvenuti a Este è una villa veneta: le prime testimonianze di uso residenziale dell'area risalgono al XVI secolo, quando è attestato l'intervento del mecenate e scrittore Alvise Corner. Divenuta nel XVIII secolo di proprietà della nobile famiglia veneziana dei Farsetti, nel XIX secolo fu acquistata dal medico e patriota veneziano Adolfo Benvenuti, dal quale prende l'attuale denominazione. Il parco circostante è stato progettato o almeno è stato ispirato ai modi dell'architetto Giuseppe Jappelli. La villa è uno dei più importanti siti archeologici della città. Gli scavi effettuati al suo interno già alla fine del XIX secolo da Alessandro Prosdocimi hanno permesso di portare alla luce numerosi reperti risalenti alla civiltà dei Veneti antichi.La villa, dopo anni di abbandono, è oggi interessata da una impegnativa opera di recupero, realizzata dall'Associazione Scauteste Onlus.

## Storia
Nel XVI secolo un colle sopra la città di Este fu ereditato da Alvise Cornaro, un mecenate veneziano di famiglia non aristocratica, con notevoli interessi per l'architettura, tanto che fece edificare anche Villa dei Vescovi a Luvigliano e una villa in centro a Padova, conosciuta per la Loggia e l'Odeo Cornaro. Cornaro, inoltre, è ricordato per le opere di bonifica che fece realizzare nelle sue proprietà della terraferma veneta. La residenza di Este, di dimensioni ridotte, era frequentata dal Cornaro soprattutto nei mesi primaverili e autunnali. Tra gli artisti beneficiati dal Cornaro vi è il commediografo Angelo Beolco, detto il Ruzante, la cui presenza è testimoniata nella cittadina euganea. L'architetto Giovanni Maria Falconetto ebbe dal mecenate il compito di costruire l'Arco all'ingresso della villa, noto infatti come Arco del Falconetto, edificato probabilmente negli anni 1522-1523.
Fino ai primi anni del Settecento non si hanno più notizie certe della villa, quando passò di proprietà ai nobili veneziani Farsetti, che edificarono la villa nelle dimensioni e nel luogo attuali. Vi sono stampe e vedute che illustrano l'aspetto della villa all'epoca e che raffigurano tra l'altro la scalinata che collegava l'Arco di ingresso ad una fontana a quadrifoglio posta in quota con la residenza.
Al periodo della caduta della Serenissima Repubblica di Venezia, della dominazione napoleonica e della restaurazione austriaca risalgono notizie piuttosto frammentarie, fino a quando, intorno al 1840, la villa venne comprata da Adolfo Benvenuti, medico e patriota veneziano. Al suo intervento risale l'edificio esistente, che rivisita in stile neoclassico il corpo di fabbrica precedente. A Benvenuti va attribuito il merito dell'ampliamento e dell'abbellimento del parco della villa, ora di impronta romantica, la cui progettazione fu forse affidata all'architetto Giuseppe Jappelli. Tra il 1879 e il 1880, inoltre, grazie agli scavi di Alessandro Prosdocimi, ai piedi del parco, emerse una necropoli risalente all'epoca dei Veneti antichi, i cui resti sono conservati presso il Museo Nazionale Atestino di Este.
Dopo il 1918 la villa diventò un ospizio per orfanelle che avevano perso i genitori durante la Prima Guerra Mondiale, tanto che venne ristrutturata per poter assolvere a questa nuova finalità e fu affidata alla Congregazione Sorelle della Misericordia. Nel 1936, la proprietà fu acquisita dalla Pia Casa di Ricovero, che divenne in seguito la Fondazione Santa Tecla.
In seguito al cessato utilizzo della villa come orfanotrofio, dopo un periodo di impiego da parte della scuola elementare Pelà Tono e della parrocchia del Duomo, l'edificio fu chiuso definitivamente ed andò incontro ad un progressivo abbandono e degrado.
Nel 2011 i volontari dell'Associazione Scauteste Onlus, che si rifanno al movimento Scout profondamente radicato nella città di Este, decisero di impegnarsi per il restauro e la riapertura della villa e del suo parco. Da allora sono stati fatti numerosi passi in avanti, nonostante le scarse risorse finanziarie disponibili: di rilevante significato in particolare il restauro delle Scuderie, della Foresteria e delle tre fontane che scendono fino all'arco di ingresso.
Dopo il raggiungimento dei primi obiettivi, l'idea del restauro venne presentata ad alcune realtà economiche estensi per cercare di ottenere da loro contributi e finanziamenti utili alla prosecuzione dell'opera. Si riuscì ad ottenere due finanziamenti importanti: uno per il restauro delle scuderie e un altro per il recupero del gruppo delle fontane della villa: la fontana superiore, quella intermedia, quella d’ingresso e quella denominata "Il Ninfeo", che si trova sul retro dell'edificio.
Il complesso di Villa Benvenuti è stato oggetto anche di altri lavori di risanamento, tra cui quelli relativi al ripristino e al recupero del parco e della pineta soprastante.
Grazie a Scauteste Onlus, Villa Benvenuti è aperta al pubblico su richiesta e in alcune occasioni distribuite nel corso dell'anno, in particolare in concomitanza con la manifestazione florovivaistica "Este in fiore". La villa ospita attività formative di educazione ambientale rivolte alle scuole. L'area della pineta accoglie inoltre gruppi scout ed associazioni giovanili per attività all'aria aperta, svolte in giornata o durante brevi soggiorni.

## Architettura

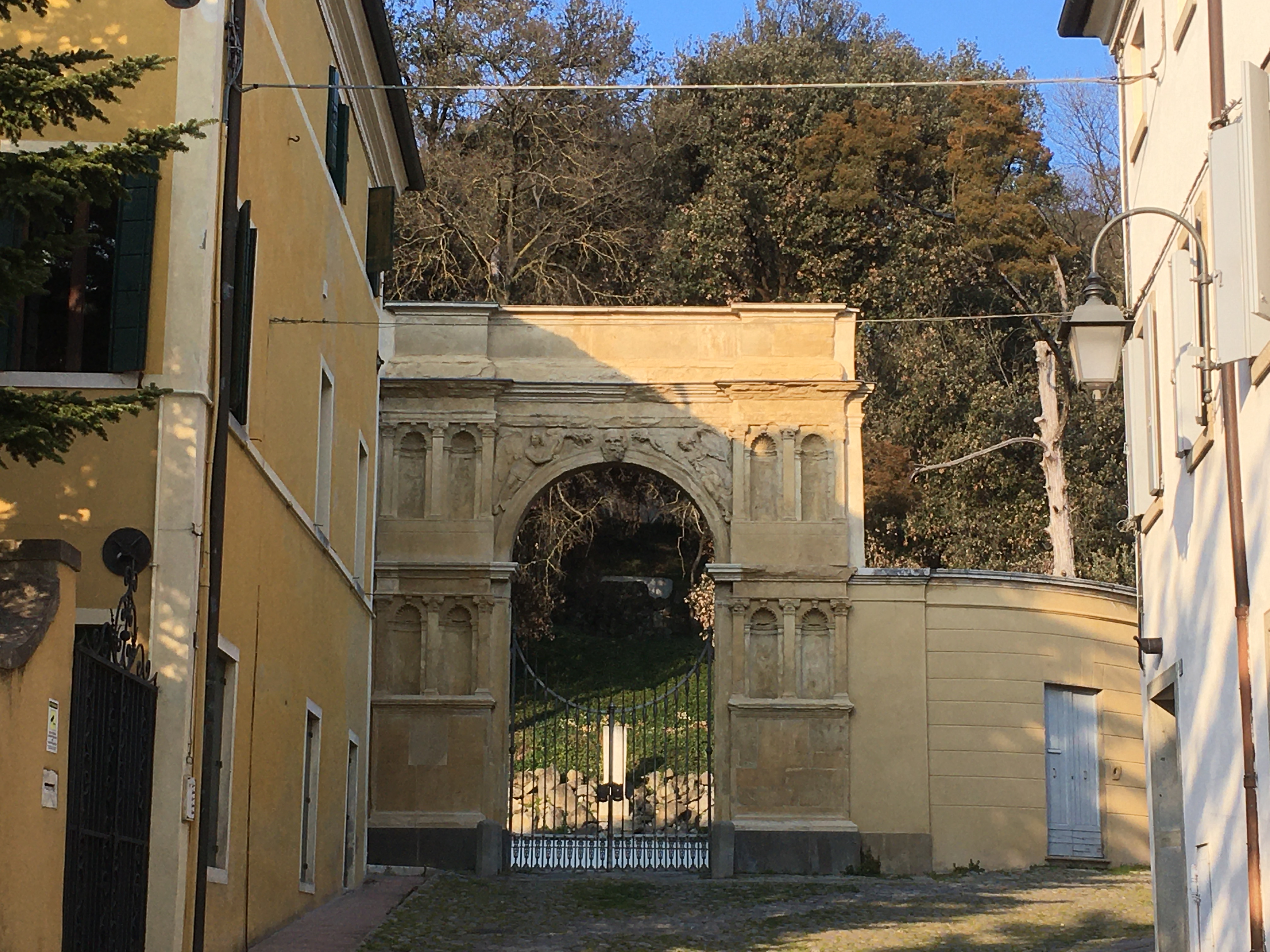
Arco del Falconetto.

Villa Benvenuti ha una pianta rettangolare, con partizione mediana sopraelevata, coronata da un timpano rettangolare e ali simmetriche ai lati. Nel fronte principale si trovano nove assi che si riuniscono in una trifora sul terrazzo; le finestre delle soffitte sono contraddistinte da una cornice a sedile con ringhiera in ferro, mentre i volumi laterali hanno cornice sottogronda a dentelli.
L’entrata al giardino di Villa Benvenuti è costituita dall’Arco del Falconetto, chiamato così dal nome del suo ideatore Giovan Maria Falconetto. Esso è stato costruito in pietra di Nanto ed è composto da un grande fornice, un alto attico e alcune nicchie sui pilastri. Nonostante i danni dovuti agli agenti atmosferici, è possibile distinguere otto nicchie absidate con catini a conchiglia sui pilastri, due figure alate nella parte superiore e un mascherone che funge da chiave di volta.
L'arco, sulla cui interpretazione si sono esercitati storici dell'arte come Felice Gambarin, trae probabilmente ispirazione dall’Arco di Giano Quadrifronte che Falconetto vide a Roma e dipinse in seguito a Mantova affrescando le stanze di palazzo d’Arco. Il monumento è tra i più significativi e noti della città di Este.

## Sito archeologico
Il giardino di Villa Benvenuti è uno dei più importanti siti archeologici veneti. Esso ricopre parte di una delle necropoli dell’abitato veneto antico. In particolare, la necropoli di Villa Benvenuti è collocata nella zona centrale dell'intera area cimiteriale, che aveva un'estensione da nord-ovest a sud-est, tra la parte più meridionale dei Colli Euganei e il ramo dell’Adige che delimitava a nord l’abitato. Durante gli scavi ottocenteschi che interessarono il giardino vennero alla luce numerose tombe preromane risalenti alla civiltà dei Veneti Antichi. I reperti archeologici rinvenuti sono poi stati trasferiti al Museo Nazionale Atestino. La Situla Benvenuti, considerata il capolavoro dell’arte atestina, fa parte del corredo della tomba "Benvenuti 126" ed è il principale reperto trovato nel giardino della Villa. La situla, da aprile a novembre 2013, è stata ospitata all’interno della mostra “Venetkens, viaggio nella terra dei veneti antichi” presso il Palazzo della Ragione di Padova.